# Kazuhiko Shingyoji
Kazuhiko Shingyoji (眞行寺 和彦 Shingyoji Kazuhiko?, nacido el 5 de febrero de 1986 en Tokio) es un exfutbolista japonés. Jugaba de centrocampista y su último club fue el Blaublitz Akita de Japón.

## Trayectoria

### Clubes
| Club            | País  | Año         |
| --------------- | ----- | ----------- |
| Mito HollyHock  | Japón | 2004 - 2008 |
| Blaublitz Akita | Japón | 2009 - 2011 |